# Pure Lake Provincial Park
Der Pure Lake Provincial Park ist ein rund 142 ha großer Provinzpark im Nordwesten der kanadischen Provinz British Columbia. Er liegt im Nordosten auf Graham Island und gehört zum North Coast Regional District.
Neben mehreren anderen Schutzgebieten (z. B. verschiedenen Ecological Reserve) ist der Park, zusammen mit dem Naikoon Provincial Park, einer von zwei Provincial Park auf der Insel.

## Anlage
Der Zugang zum Park erfolgt vom Highway 16 aus, etwa 19 km südlich der Gemeinde Masset. Von den 142 ha Schutzgebietsfläche entfällt etwa jeweils die Hälfte auf Landfläche sowie auf Wasserfläche. Das größte Gewässer bildet dabei der dem Park den Namen gebende Pure Lake.
Bei dem Park handelt es sich um ein Schutzgebiet der Kategorie II (Nationalpark).

## Geschichte
Wie bei fast allen Provinzparks in British Columbia gilt auch für diesen, dass er lange bevor die Gegend von europäischen Einwanderern besiedelt oder sie Teil eines Parks wurde, Jagd- und Fischereigebiet verschiedener Stämme der First Nations, hier der Haida, war.
Der Park wurde am 5. November 1981 gegründet. Im Laufe der Zeit wurden Parkstatus und seine Grenzen mehrfach geändert. Mit dem Protected Areas of British Columbia Amendment Act von 2000 erhielt der Park offiziell seinen Namen. 2009 wurden die Parkgrenzen zuletzt verändert. Dabei wurde der Park von damals 130 ha auf seine heutige Größe vergrößert.

## Flora und Fauna
Das Ökosystem von British Columbia wird mit dem Biogeoclimatic Ecological Classification (BEC) Zoning System in verschiedene biogeoklimatischen Zonen eingeteilt. Biogeoklimatische Zonen zeichnen sich durch ein grundsätzlich identisches oder sehr ähnliches Klima sowie gleiche oder sehr ähnliche biologische und geologische Voraussetzungen aus. Daraus resultiert in den jeweiligen Zonen dann auch ein sehr ähnlicher Bestand an Pflanzen und Tieren. Das Parkgebiet wird innerhalb dieses Systems der Coastal Western Hemlock Zone mit der Subzone Wet Hypermaritime (CWHwh) zugeordnet.
Neben der Westamerikanischen Hemlocktanne und der Sitka-Fichte finden sich auch seltene oder bedrohte Arten. Es wachsen hier unter anderem auch Schattenblumen (Maianthemum dilatatum, engl. false lily of the valley), Süßgräser (Trisetum canescens, engl. tall false oat), Reitgräser (Calamagrostis nutkaensis, engl. Pacific reedgrass), Seggen (Carex obnupta), Westamerikanischer Schwertfarn (Polystichum munitum) oder Amerikanischer Stinktierkohl.
Nach Beobachtung der Parkverwaltung finden sich zahlreiche Tierarten im Park. Zu den seltenen Arten gehören eine Unterart der Marder (Mustela erminea haidarum), das Keen-Mausohr, eine Sägekauzart (Aegolius acadicus brooksi), eine Unterart des Diademhäher (Cyanocitta stelleri carlottae) oder eine Unterart des Wanderfalken (Falco peregrinus pealei).

## Aktivitäten
Der Park ist ein beliebtes Ziel für Tagesausflüge. Sein See ist bei Schwimmern und anderen Wassersportlern der Region beliebt.
Der Park hat keine Stellplätze für Wohnmobile und Zelte und verfügt nur über eine einfache Sanitäranlage.